# Xishan (köpinghuvudort i Kina, Jiangxi Sheng, lat 28,55, long 115,62)
Xishan är en köpinghuvudort i Kina. Den ligger i provinsen Jiangxi, i den sydöstra delen av landet, omkring 29 kilometer sydväst om provinshuvudstaden Nanchang. Antalet invånare är 28 122. Befolkningen består av 13 587 kvinnor och 14 535 män. Barn under 15 år utgör 29,0 %, vuxna 15-64 år 61 %, och äldre över 65 år 8,0 %.
Runt Xishan är det tätbefolkat, med 356 invånare per kvadratkilometer. Närmaste större samhälle är Shigang, 12,0 km söder om Xishan. Trakten runt Xishan består till största delen av jordbruksmark.
Genomsnittlig årsnederbörd är 2 096 millimeter. Den regnigaste månaden är juni, med i genomsnitt 340 mm nederbörd, och den torraste är oktober, med 36 mm nederbörd.